# Неји сир Марн
Неји сир Марн (фр. Neuilly-sur-Marne) град је у Француској, у департману Сена Сен Дени.
По подацима из 1999. године број становника у месту је био 32.754.

## Демографија
| 1962.  | 1968.  | 1975.  | 1982.  | 1990.  | 1999.  | 2011.  |
| ------ | ------ | ------ | ------ | ------ | ------ | ------ |
| 15.082 | 22.543 | 30.168 | 31.195 | 31.461 | 32.754 | 34.005 |